# Masturbazione nell'arte e nella cultura di massa

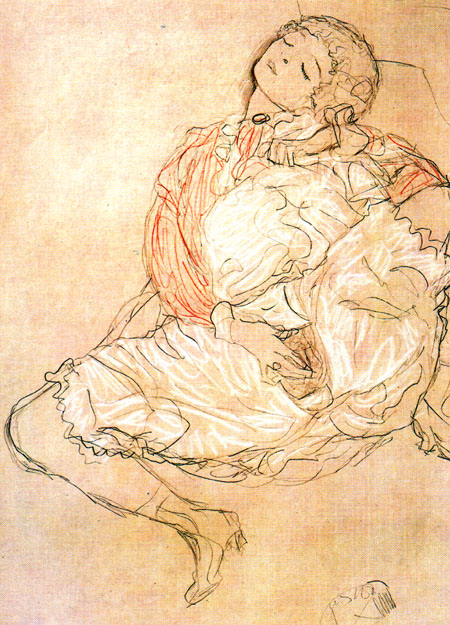
Gustav Klimt, Masturbazione, 1913

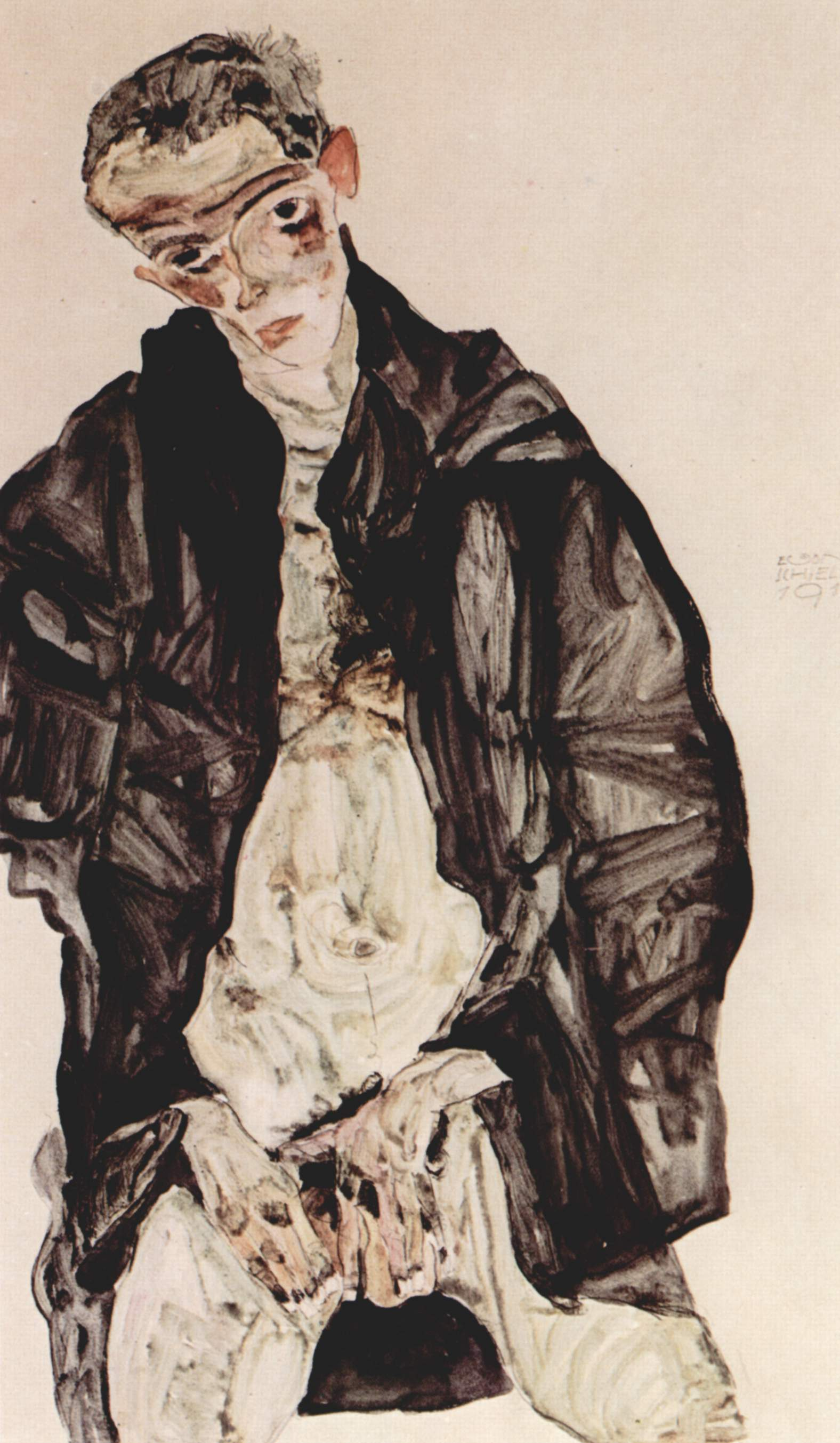
Autoritratto di Egon Schiele, 1911, raffigurante la masturbazione

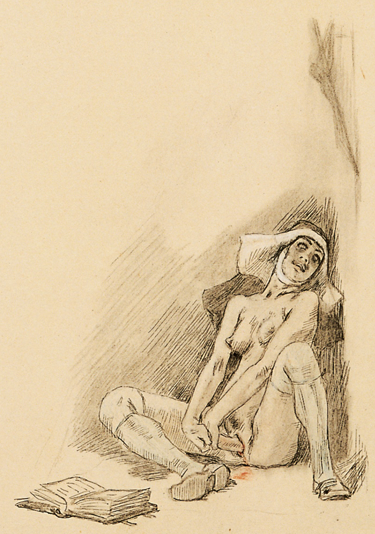
L'estasi di Santa Teresa di Félicien Rops

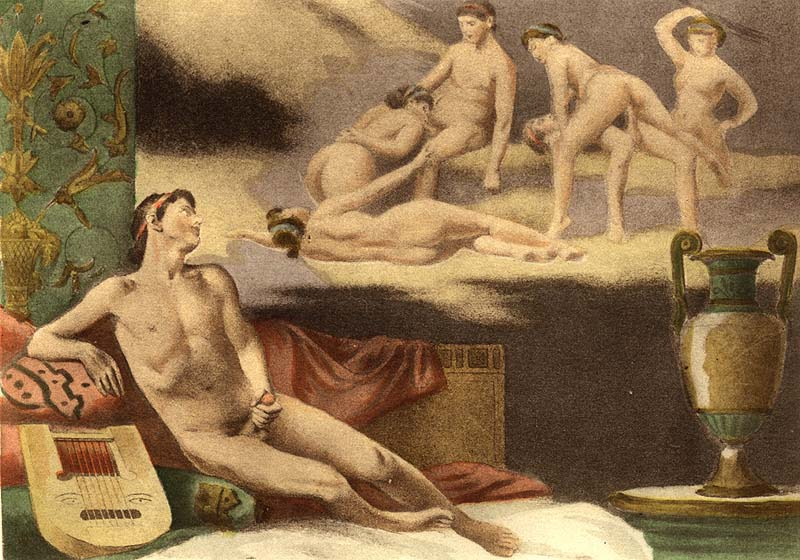
Tavola IX dal De Figuris Veneris illustrato da Édouard-Henri Avril

La masturbazione è stata citata e rappresentata spesso nella cultura di massa, nelle arti figurative, nel cinema, nella fotografia, nei fumetti, nella letteratura, nella musica. Di seguito presentiamo una lista di produzioni, il cui tema principale è la masturbazione.

## Arti figurative
- Félicien Rops, nell'ultimo decennio dell'Ottocento, rappresenta l'Estasi di Santa Teresa come atto masturbatorio, in cui la santa è raffigurata mentre si masturba con un dildo.
- Édouard-Henri Avril, nelle sue illustrazioni per l'edizione del 1900 del libro di Friedrich Karl Forberg De Figuris Veneris, ha rappresentato numerosi atti sessuali, compresa la masturbazione maschile, che viene raffigurata nella tavola XI.
- Egon Schiele ha ampiamente trattato il tema della masturbazione, sia maschile sia femminile, in un modo che potremmo definire oggi pornografico, in molte delle sue opere (tra cui Eros del 1911).
- Gustav Klimt ha rappresentato la masturbazione in più occasioni, come ad esempio nel dipinto Masturbazione del 1913.
- In Salvador Dalí la masturbazione è un tema ricorrente nel suo lavoro surrealista, un esempio per tutti Il grande masturbatore del 1929.

## Cinema
- Le due inglesi di François Truffaut tratta anche dell'influenza della masturbazione sul comportamento di uno dei protagonisti.

## Fotografia
- David Wojnarowicz ha toccato il tema della masturbazione nella serie di fotografie degli anni settanta Arthur Rimbaud in New York.[1]

## Letteratura
- Ne Le undicimila verghe di Guillaume Apollinaire viene evocata la condizione dei soldati che non possono permettersi i servizi delle prostitute, finiscono così con il masturbarsi assistendo a un numero di danza in un bordello.[Solo un accenno?]
- Il romanzo The Hand-Reared Boy di Brian Aldiss racconta degli anni dell'adolescenza trascorsi in un collegio inglese, passati a masturbarsi in compagnia dei suoi amici di scuola.
- Esparbec, nel suo romanzo Monsieur est servi mostra un esempio di sesso non conflittuale quando fa partecipare i suoi due protagonisti a sessioni di masturbazione congiunte.
- Nel romanzo Lamento di Portnoy di Philip Roth vi sono frequenti e ripetuti riferimenti alla masturbazione.[Qualche esempio?]

## Musica
- Una delle prime e più celebri canzoni rock dedicate alla masturbazione è My Ding-a-Ling, scritta e registrata da Dave Bartholomew nel 1952, ma portata al successo da Chuck Berry nel 1972, quando la pubblica come singolo.[2] La canzone destò scandalo, venendo bocciata dalla critica e bandita dalle radio, ma amata dal pubblico.[2] Nel testo, il protagonista della canzone afferma di annoiarsi e di giocare spesso con il proprio ding-a-ling, riferimento implicito al pene, e concludendo che chiunque non sta cantando la canzone, probabilmente, è perché in quel momento sta giocando con il proprio ding-a-ling.[3]
- La canzone del 1967 Pictures of Lily degli Who fa riferimento in modo non esplicito, ma abbastanza chiaro alla masturbazione.[4][5] La Lily del titolo fa riferimento a Lillie Langtry, bellezza vittoriana molto popolare nella sua epoca e le cui fotografie succinte furono le prime a circolare abbondantemente nel Regno Unito durante gli anni venti.[4][5] Nel brano il figlio si rivolge al padre preoccupato per la sua insonnia, il quale gli consiglia di masturbarsi, dicendogli che “le fotografie di Lily” lo hanno aiutato ad addormentarsi di notte, risolvendo i problemi della sua infanzia.[4] La canzone venne accolta molto bene nel Regno Unito ottenendo un successo pari a quello di My Generation, raggiungendo il quarto posto della classifica e venendo richiesta frequentemente dal vivo.[4] Negli USA al contrario la canzone provocò scandalo, venendo bandita dalle radio e fermandosi così  solamente al cinquantunesimo posto della classifica.[4]
- Giorgio Gaber con Sandro Luporini ha composto sul tema la canzone La bugia, per lo spettacolo Anche per oggi non si vola del 1974, pubblicato nell'album omonimo lo stesso anno.[6] La prima parte del brano fa riferimento alla masturbazione infantile, chiedendosi perché una cosa "così naturale", il bambino la deve nascondere con una bugia: "Com'è strana la nostra morale / se un fatto naturale / diventa la tua prima oscenità".[6]
- La canzone Orgasm Addict, pubblicata come singolo nel 1977 dal gruppo punk Buzzcocks, tratta esplicitamente di masturbazione compulsiva adolescenziale fin dal titolo Orgasm Addict (lett. "Dipendente dall'orgasmo").[7] Nella canzone, scritta da Howard Devoto e Pete Shelley, si descrivono le abitudini masturbatorie adolescenziali con l'utilizzo di materiale pornografico: "Sneakin' in the back door / with dirty magazines / and your mother wants to know / what are those stains on your jeans?" ("Furtivamente sulla porta sul retro / con riviste sporche / e tua madre vuole sapere / Cosa sono quelle macchie sui jeans?")[7]
- Andrea Tich dedica alla masturbazione la canzone Masturbati, tratta dall'omonimo album del 1978: "Alzati / il tuo cervello vuole e adesso anche il corpo, / la mano piano tocca il sesso che crescendo invade la tua mano e batte come un cuor / muovi avanti e indietro / masturbati".[8][9][10][11][12][13]
- Il brano cantato da Gianna Nannini nel 1979, America, è considerato un inno alla masturbazione, tanto maschile quanto femminile, e, grazie alle velate allusioni del testo, è stato in grado di ingannare la censura venendo ripetutamente trasmesso in radio, divenendo così il primo successo discografico della cantante, raggiungendo la terza posizione nella classifica dei singoli più venduti.[14][15] America, scritto dalla stessa Nannini assieme a Mauro Paoluzzi, prodotto da Michelangelo Romano, è stato il primo singolo tratto dall’album California, anch'esso del 1979.[15]  Nel testo i riferimenti alla masturbazione si possono trovare in passaggi non espliciti, ma abbastanza chiari: "Nessuno mi vede / e allora accarezzo la mia solitudine / ed ognuno ha il suo corpo a cui sa cosa chiedere", così come nel ritornello in cui canta: "Fammi volare lui allunga la mano e si tocca l'America". La copertina del singolo, opera di Mario Convertino, raffigura inoltre la statua della Libertà che stringe nella mano destra, al posto della canonica fiaccola, un vibratore.[16]
- Nel 1980 la cantante francese Amanda Lear canta una canzone scritta da Cristiano Malgioglio, Giuni Russo e Maria Antonietta Sisini, che inneggia alla masturbazione femminile: Ho fatto l'amore con me, pubblicato come singolo nel 1980 ed estratto dall'album dello stesso anno Diamonds for Breakfast.[17] La canzone tratta di una donna che ha "fatto l'amore" con sé stessa per evitare di finire a letto con un uomo insensibile, che ha il solo scopo di usarla: "Ho fatto l'amore con me / mi sono amata da me / e figuriamoci se / se ci cascavo con te. / Ho fatto l’amore con me / per stare senza di te / è mia opinione si sa / di fare ciò che mi va".[17] Lo stesso Malgioglio ha poi cantato una cover della sua canzone nell'album Bellissime del 1983.
- Fiorella Mannoia affronta il tema della masturbazione femminile nella canzone Caffè nero bollente, pubblicata come singolo nel 1981.[18] La canzone, scritta da Mimmo Cavallo su musica di Rosario De Cola, è considerata un inno alla masturbazione e al separatismo femminile, esplicitato da strofe come: "Io come Giuda so vendermi nuda: da sola sul letto, mi abbraccio, mi cucco [...] non ho bisogno delle tue mani, mi basto da sola".[18] Negli anni successivi la Mannoia prenderà le distanze da questo brano musicale, che verrà inizialmente escluso dal suo repertorio, riconciliandosi con esso più tardi e usandolo spesso come brano d'apertura dei suoi concerti.[18]
- Il tema della masturbazione è inoltre al centro del monologo di Giorgio Gaber La masturbazione, pubblicato nell'album Il teatro di Giorgio Gaber nel 1982, che contiene la registrazione dello spettacolo Anni affollati del 9-12 febbraio 1982.[19] Nel brano Gaber disquisisce sulla masturbazione raccontando una fantasia erotica che fa da sostegno a un atto di masturbazione, che dipinge sostanzialmente in modo negativo come gesto solitario disperato e "squallido": "C’è un momento in cui si è veramente soli, quando si arriva in fondo a ciò che siamo di orrendo, di squallido, ma in fondo, proprio in fondo in fondo".[19]
- Gli Stadio alludono alla masturbazione nella traccia Canzone d'amore sprecato, presente nell'album Di volpi, di vizi e di virtù del 1995. Il pezzo, con testo di Roberto Vecchioni su musica di Gaetano Curreri e Andrea Fornili, racconta di un uomo che si masturba pensando alla donna che amava.[20]
- Georges Brassens nella sua Melanie racconta la storia di un buon sacerdote che usa le candele e i ceri della chiesa come fossero dei dildo.